# Johny Hendricks
Johny Harvey Hendricks (Ada, Oklahoma; 12 de septiembre de 1983) es un artista marcial mixto estadounidense retirado. Compitió y fue campeón en la categoría de peso wélter en Ultimate Fighting Championship.

## Carrera en artes marciales mixtas

### Ultimate Fighting Championship
Hendricks se enfrentó a Amir Sadollah el 8 de agosto de 2009 en UFC 101. Hendricks ganó la pelea por nocaut técnico.
En UFC 107 se enfrentó a Ricardo Funch el 12 de diciembre de 2009. Hendricks derrotó a Funch por decisión unánime.
Su siguiente pelea fue en UFC 113 contra TJ Grant. Hendricks ganó la pelea por decisión mayoritaria.
Hendricks se enfrentó a Charlie Brenneman el 7 de agosto de 2010 en UFC 117. Hendricks derrotó a Brenneman por nocaut técnico en la segunda ronda.
Su primera derrota profesional llegaría en The Ultimate Fighter 12 Finale contra Rick Story quién lo derrotaría por decisión unánime.
Hendricks se enfrentó a TJ Waldburger el 26 de marzo de 2011 en UFC Fight Night 24. Hendricks derrotó a Waldburger por nocaut técnico en la 1 ronda. La actuación le llevó a ganar el premio al KO de la Noche.
En UFC 133, Hendricks se enfrentó a Mike Pierce al que derrotó por decisión dividida.
El 30 de diciembre de 2011, Hendricks derrotó por nocaut en 12 segundos a Jon Fitch en UFC 141. La actuación le llevó a ganar el premio al KO de la Noche.
Hendricks se enfrentó a Josh Koscheck el 5 de mayo de 2012 en UFC on Fox 3. Hendricks ganó la pelea por decisión dividida.
En UFC 154, Hendricks derrotó por nocaut en 46 segundos a Martin Kampmann. La actuación le llevó a ganar el premio al KO de la Noche.
El 16 de marzo de 2013 en UFC 158 se enfrentó a Carlos Condit en una pelea por el contendiente número uno al título. Hendricks derrotó a Condit por decisión unánime. La actuación de ambos peleadores les valió para ganar el premio a la Pelea de la Noche.
El 16 de noviembre de 2013, Hendricks se enfrentó a Georges St-Pierre en UFC 167 por el campeonato de peso wélter de UFC. Hendricks perdió la pelea por decisión dividida.
Hendricks se enfrentó a Robbie Lawler el 15 de marzo de 2014 en UFC 171 por el Campeonato Vacante de Peso Wélter de UFC. Hendricks ganó la pelea por decisión unánime y se convirtió en campeón tras 5 años de dominio de GSP en la categoría. Tras la pelea, ambos peleadores ganaron el premio a la Pelea de la Noche.
El 6 de diciembre de 2014, Hendricks se enfrentó a en la revancha por el título a Robbie Lawler en UFC 181. Hendricks perdió la pelea por decisión dividida.
El 14 de marzo de 2015, Hendricks se enfrentó a Matt Brown en UFC 185. Hendricks ganó la pelea por decisión unánime.
Hendricks se enfrentó a Stephen Thompson el 6 de febrero de 2016 en UFC Fight Night 82. Hendricks perdió la pelea por nocaut en la primera ronda.
Hendricks se enfrentó a Kelvin Gastelum el 9 de julio de 2016 en UFC 200. Perdió la pelea por decisión unánime.
Se Hendricks se enfrentó a Neil Magny el 30 de diciembre de 2016 en UFC 207 y perdió por decisión unánime.
Después de varias dificultades para alcanzar el límite de peso wélter, Hendricks optó por subir de categoría de peso a la división de peso medio. Se enfrentó a Héctor Lombard en su debut en el peso mediano el 19 de febrero de 2017, en UFC Fight Night 105. Hendricks ganó la pelea por decisión unánime.
Hendricks se enfrentó a Tim Boetsch el 25 de junio de 2017 en UFC Fight Night 112. Falló el pesaje para este evento, pesando 188 libras, 2 libras por encima del límite de peso medio de 186 libras para una pelea sin campeonato en juego. Hendricks perdió la pelea por nocaut técnico debido a una patada en la cabeza y golpes a principios de la segunda ronda.
Hendricks se enfrentó a Paulo Costa el 4 de noviembre de 2017 en UFC 217. Perdió la pelea por nocaut técnico en la segunda ronda. Esa fue la última pelea del contrato de Hendricks.
El 27 de junio de 2018, Hendricks anunció su retiro de las artes marciales mixtas profesionales y se concentraría en el entrenamiento de lucha libre.

## Vida personal
Hendricks y su esposa Christina tienen una hija llamada Abri nacida el 18 de octubre de 2009.
Hendricks es de origen holandés y alemán, Sufre de hemorroides severa hace muchos años..

## Campeonatos y logros
| - Ultimate Fighting Championship - Campeón de peso wélter de UFC (una vez) - KO de la Noche (tres veces) - Pelea de la Noche (tres veces) - World Extreme Cagefighting - Pelea de la Noche (una vez) - MMAValor.com - Peleador del Año (2012) | - National Collegiate Athletic Association - NCAA División I All-American en la Universidad Estatal de Oklahoma (2004), (2005), (2006), (2007) - NCAA División I 157 lb - 5º en la Universidad Estatal de Oklahoma (2004) - NCAA División I 167 lb - Campeón en la Universidad Estatal de Oklahoma (2005) - NCAA División I 167 lb - Campeón en la Universidad Estatal de Oklahoma (2006) - NCAA División I 167 lb - Subcampeón en la Universidad Estatal de Oklahoma (2007) - Campeonato Big 12 Conference en la Universidad Estatal de Oklahoma (2005), (2006), (2007) - USA Junior Freestyle Championship - USA Junior Freestyle Championship 165 1b - Ganador en Oklahoma (2001) - USA Junior Freestyle Championship 165 1b - Ganador en Oklahoma (2002) |

## Récord en artes marciales mixtas
| Resultado | Récord | Oponente          | Método                  | Evento                                  | Fecha                    | Ronda | Tiempo | Localización                  | Notas                                                                |
| --------- | ------ | ----------------- | ----------------------- | --------------------------------------- | ------------------------ | ----- | ------ | ----------------------------- | -------------------------------------------------------------------- |
| Derrota   | 18–8   | Paulo Costa       | TKO (golpes)            | UFC 217                                 | 4 de noviembre de 2017   | 2     | 1:23   | New York City, New York       |                                                                      |
| Derrota   | 18–7   | Tim Boetsch       | TKO (golpes)            | UFC Fight Night: Chiesa vs. Lee         | 25 de junio de 2017      | 2     | 0:46   | Oklahoma City, Oklahoma       |                                                                      |
| Victoria  | 18–6   | Hector Lombard    | Decisión (unánime)      | UFC Fight Night: Lewis vs. Browne       | 19 de febrero de 2017    | 3     | 5:00   | Halifax, Nueva Escocia        | Debut en el peso medio.                                              |
| Derrota   | 17–6   | Neil Magny        | Decisión (unánime)      | UFC 207                                 | 30 de diciembre de 2016  | 3     | 5:00   | Las Vegas, Nevada             |                                                                      |
| Derrota   | 17–5   | Kelvin Gastelum   | Decisión (unánime)      | UFC 200                                 | 9 de julio de 2016       | 3     | 5:00   | Las Vegas, Nevada             |                                                                      |
| Derrota   | 17–4   | Stephen Thompson  | KO (golpes)             | UFC Fight Night: Hendricks vs. Thompson | 6 de febrero de 2016     | 1     | 3:31   | Las Vegas, Nevada             |                                                                      |
| Victoria  | 17–3   | Matt Brown        | Decisión (unánime)      | UFC 185                                 | 14 de marzo de 2015      | 3     | 5:00   | Dallas, Texas                 |                                                                      |
| Derrota   | 16–3   | Robbie Lawler     | Decisión (dividida)     | UFC 181                                 | 6 de diciembre de 2014   | 5     | 5:00   | Las Vegas, Nevada             | Perdió el Campeonato de Peso Wélter de UFC.                          |
| Victoria  | 16–2   | Robbie Lawler     | Decisión (unánime)      | UFC 171                                 | 15 de marzo de 2014      | 5     | 5:00   | Dallas, Texas                 | Ganó el Campeonato Vacante de Peso Wélter de UFC; Pelea de la Noche. |
| Derrota   | 15–2   | Georges St-Pierre | Decisión (dividida)     | UFC 167                                 | 16 de noviembre de 2013  | 5     | 5:00   | Las Vegas, Nevada             | Por el Campeonato de Peso Wélter de UFC; Pelea de la Noche.          |
| Victoria  | 15–1   | Carlos Condit     | Decisión (unánime)      | UFC 158                                 | 16 de marzo de 2013      | 3     | 5:00   | Montreal                      | Eliminatoria por el título; Pelea de la Noche.                       |
| Victoria  | 14–1   | Martin Kampmann   | KO (golpe)              | UFC 154                                 | 17 de noviembre de 2012  | 1     | 0:46   | Montreal                      | KO de la Noche.                                                      |
| Victoria  | 13–1   | Josh Koscheck     | Decisión (dividida)     | UFC on Fox: Diaz vs. Miller             | 5 de mayo de 2012        | 3     | 5:00   | East Rutherford, Nueva Jersey |                                                                      |
| Victoria  | 12–1   | Jon Fitch         | KO (golpe)              | UFC 141                                 | 30 de diciembre de 2011  | 1     | 0:12   | Las Vegas, Nevada             | KO de la Noche.                                                      |
| Victoria  | 11–1   | Mike Pierce       | Decisión (dividida)     | UFC 133                                 | 6 de agosto de 2011      | 3     | 5:00   | Philadelphia, Pennsylvania    |                                                                      |
| Victoria  | 10–1   | TJ Waldburger     | TKO (golpes)            | UFC Fight Night: Nogueira vs. Davis     | 26 de marzo de 2011      | 1     | 1:35   | Seattle, Washington           | KO de la Noche.                                                      |
| Derrota   | 9–1    | Rick Story        | Decisión (unánime)      | The Ultimate Fighter 12 Finale          | 4 de diciembre de 2010   | 3     | 5:00   | Las Vegas, Nevada             |                                                                      |
| Victoria  | 9–0    | Charlie Brenneman | TKO (golpes)            | UFC 117                                 | 7 de agosto de 2010      | 2     | 0:40   | Oakland, California           |                                                                      |
| Victoria  | 8–0    | TJ Grant          | Decisión (mayoritaria)  | UFC 113                                 | 8 de mayo de 2010        | 3     | 5:00   | Montreal                      |                                                                      |
| Victoria  | 7–0    | Ricardo Funch     | Decisión (unánime)      | UFC 107                                 | 12 de diciembre de 2009  | 3     | 5:00   | Memphis, Tennessee            |                                                                      |
| Victoria  | 6–0    | Amir Sadollah     | TKO (golpes)            | UFC 101                                 | 8 de agosto de 2009      | 1     | 0:29   | Philadelphia, Pennsylvania    |                                                                      |
| Victoria  | 5–0    | Alex Serdyukov    | Decisión (unánime)      | WEC 39                                  | 1 de marzo de 2009       | 3     | 5:00   | Corpus Christi, Texas         | Pelea de la Noche.                                                   |
| Victoria  | 4–0    | Justin Haskins    | TKO (golpes)            | WEC 37                                  | 3 de diciembre de 2008   | 2     | 0:43   | Las Vegas, Nevada             |                                                                      |
| Victoria  | 3–0    | Richard Gamble    | Sumisión (D'arce choke) | Xtreme Fighting League 1                | 15 de marzo de 2008      | 1     | 1:45   | Tulsa, Oklahoma               |                                                                      |
| Victoria  | 2–0    | Spencer Cowley    | TKO (golpes)            | Shark Fight Night                       | 16 de noviembre de 2007  | 2     | 0:35   | Tulsa, Oklahoma               |                                                                      |
| Victoria  | 1–0    | Victor Rackliff   | TKO (golpes)            | Battle of the Cage 16                   | 28 de septiembre de 2007 | 3     | 1:54   | Oklahoma City                 |                                                                      |